# Anders Björner

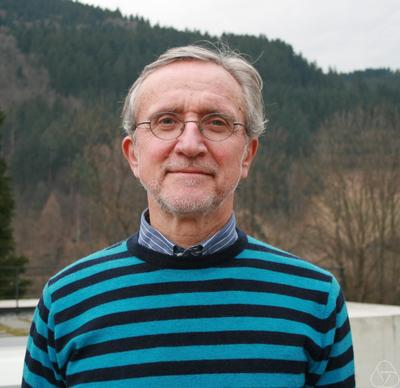
Anders Björner 2011

Anders Björner (* 17. Dezember 1947) ist ein schwedischer Mathematiker, der sich mit algebraischer und topologischer Kombinatorik befasst. Er ist Professor an der Königlichen Technischen Hochschule Stockholm.

## Leben
Björner wurde 1979 bei Bernt Lindström an der Universität Stockholm promoviert (Studies in homological and combinatorial order theory).
Er war in den 1980er Jahren Professor am Massachusetts Institute of Technology.
1983 erhielt er den George-Pólya-Preis mit Paul Seymour. Seit 1999 ist er Mitglied der Königlich Schwedischen Akademie der Wissenschaften.
Er war (bis 2010) Direktor des Mittag-Leffler-Instituts und Herausgeber von Acta Mathematica.
Zu seinen Doktoranden zählen Günter M. Ziegler und Jürgen Richter-Gebert.

## Schriften
- mit Michel Las Vergnas, Bernd Sturmfels, Neil White, Günter M. Ziegler Oriented Matroids, Cambridge University Press, 1993, 2. Auflage 1999
- mit Francesco Brenti Combinatorics of Coxeter Groups, Graduate Texts in Mathematics, Band 231, Springer-Verlag, 2005
- Topological Methods in Ronald L. Graham, Martin Grötschel, László Lovász (Herausgeber) Handbook of Combinatorics, North-Holland, Amsterdam, 1995, S. 1819–1872.
- mit Günter M. Ziegler: Introduction to greedoids, in Neil White (Herausgeber) Encyclopedia of Mathematics and its Applications, Band 40, Cambridge University Press, 1992, S. 284–357
- mit Richard P. Stanley: A combinatorial miscellany (PDF; 838 kB)